# Trobada de colles castelleres del Nord
La Trobada de colles castelleres del Nord, abans Trobada de colles castelleres de comarques gironines, és una diada castellera que es realitza cada any amb participació de totes les colles castelleres de les comarques gironines i de la Catalunya del Nord.

## Història

### Primeres edicions (2007-2010)
Les primeres edicions van ser organitzades per Xerrics d'Olot a Besalú amb la participació nomes de Marrecs de Salt i de la Colla Castellera de Figueres, a més dels organitzadors, les úniques colles que existien en aquell moment a les comarques gironines. Es va realitzar els anys 2007, 2008 i 2010 a principis de juny. Algunes fonts citen una quarta diada, però no apareix a cap base de dades, això genera un problema de numeració més endavant.

### Recuperació de la diada (2016-2020)
L'any 2016 en ocasió del 20è aniversari de Marrecs de Salt es va recuperar la diada a Quart. De ser tres colles a les últimes edicions, van passar a ser-ne set per les noves colles que havien aparegut a les comarques gironines: Esperxats de l'Estany, Vailets de l'Empordà, Minyons de Santa Cristina i Castellers de les Gavarres, els quals anaven encara amb camisa blanca. Aquesta edició, la Colla Castellera de Figueres va fer un vano de 5 amb el pilar de 5 central d'antics membres de Castellers de l'Albera vestits amb la seva antiga camisa, com a homenatge a la primera colla castellera de Girona. Després d'aquesta primera recuperació, la diada es va seguir celebrant amb edicions al 2017, 2018 i 2019. L'any 2020 s'havia de celebrar el 19 d'abril però es va haver d'anul·lar per la Còvid-19.

### Després de la pandèmia (2021-present)
L'any 2021 es va recuperada la trobada, organitzada per la Colla Castellera de Figueres i convertida en la Trobada de colles castelleres del nord amb la inclusió de les colles castelleres de la Catalunya del Nord. Com que va ser just l'any de la tornada de la pandèmia, moltes colles no hi van poder fer castells. L'any següent van tornar a repetir la Colla Castellera de Figueres com a organitzadors, però només hi van participar cinc colles. L'any 2023 la diada la va organitzar Marrecs de Salt i hi van participar totes les colles actives de Girona i Castellers del Riberal.
L'any 2024 es va realitzar la diada per primera vegada a Catalunya nord. Organitzada pels Pallagos del Conflent a la seva vila, Prada. La diada va tenir lloc el 25 de maig i també va ser la primera vegada que els Castellers de la Selva hi actuava amb camisa de color.

## Taula resum de les diades
Aquesta taula està realitzada amb dades de la Base de Dades de la Coordinadora de Colles Castelleres de Catalunya – Colla Jove Xiquets de Tarragona.
| Data       | Colla org.                   | Localització                              | Colla                        | Resultats                       |
| ---------- | ---------------------------- | ----------------------------------------- | ---------------------------- | ------------------------------- |
| 10/06/2007 | Xerrics d'Olot               | Besalú                                    | Marrecs de Salt              | 5d7, 2d7, 4d7a, Pd5ps           |
| 10/06/2007 | Xerrics d'Olot               | Besalú                                    | Colla Castellera de Figueres | 3d6, 4d6, 5d6                   |
| 10/06/2007 | Xerrics d'Olot               | Besalú                                    | Xerrics d'Olot               | 3d6,4d6, id3d6a, id3d6a         |
| 01/06/2008 | Xerrics d'Olot               | Besalú                                    | Marrecs de Salt              | 5d7, i4d8, 4d7a, 3d7, Vd5       |
| 01/06/2008 | Xerrics d'Olot               | Besalú                                    | Colla Castellera de Figueres | 4d7, id4d7a, id3d7, 4d6a        |
| 01/06/2008 | Xerrics d'Olot               | Besalú                                    | Xerrics d'Olot               | 2d6,3d6,4d6                     |
| 13/06/2010 | Xerrics d'Olot               | Besalú                                    | Marrecs de Salt              | 3d7a, 4d7a, 4d7, Vd5            |
| 13/06/2010 | Xerrics d'Olot               | Besalú                                    | Colla Castellera de Figueres | 3d7, 4d7, 5d6, Pd5              |
| 13/06/2010 | Xerrics d'Olot               | Besalú                                    | Xerrics d'Olot               | 3d6a, 4d6, 3d6                  |
| 22/05/2016 | Marrecs de Salt              | Plaça de la Vila, Quart                   | Marrecs de Salt              | 3d6, id2d8f, 2d8fc, 4d8, 2Pd5   |
| 22/05/2016 | Marrecs de Salt              | Plaça de la Vila, Quart                   | Colla Castellera de Figueres | 3d7, 5d7, i7d7,4d7, Vd5         |
| 22/05/2016 | Marrecs de Salt              | Plaça de la Vila, Quart                   | Xerrics d'Olot               | 5d6, 3d7, 2d6,Pd5               |
| 22/05/2016 | Marrecs de Salt              | Plaça de la Vila, Quart                   | Esperxats de l'Estany        | 4d6, 3d6                        |
| 22/05/2016 | Marrecs de Salt              | Plaça de la Vila, Quart                   | Vailets de l'Empordà         | 4d7a, i3d7a, 3d6, Pd5           |
| 22/05/2016 | Marrecs de Salt              | Plaça de la Vila, Quart                   | Minyons de Santa Cristina    | 4d6, 2d6, 3d6                   |
| 22/05/2016 | Marrecs de Salt              | Plaça de la Vila, Quart                   | Castellers de les Gavarres   | 3d5an, id2d5, 2d5, 3d5n         |
| 21/05/2017 | Xerrics d'Olot               | Plaça Major, Olot                         | Marrecs de Salt              | 3d8,2d8f, 4d8. 2Pd5             |
| 21/05/2017 | Xerrics d'Olot               | Plaça Major, Olot                         | Colla Castellera de Figueres | 5d7, 3d7a, 4d7a, 2Pd5           |
| 21/05/2017 | Xerrics d'Olot               | Plaça Major, Olot                         | Xerrics d'Olot               | 3d7, 4d7a, id4d7, id4d7, Pd5    |
| 21/05/2017 | Xerrics d'Olot               | Plaça Major, Olot                         | Esperxats de l'Estany        | 2d6, 4d6a, 3d6ps                |
| 21/05/2017 | Xerrics d'Olot               | Plaça Major, Olot                         | Vailets de l'Empordà         | i3d7a, 3d7, 4d7, Pd5            |
| 21/05/2017 | Xerrics d'Olot               | Plaça Major, Olot                         | Minyons de Santa Cristina    | 3d6, id3d6a, 3d6a, 4d6          |
| 21/05/2017 | Xerrics d'Olot               | Plaça Major, Olot                         | Castellers de les Gavarres   | 4d6a, 4d6a, 3d6                 |
| 13/05/2018 | Vailets de l'Empordà         | Plaça de la Basílica, Castelló d'Empúries | Marrecs de Salt              | 3d8, 2d8f, 4d8, Vd5             |
| 13/05/2018 | Vailets de l'Empordà         | Plaça de la Basílica, Castelló d'Empúries | Colla Castellera de Figueres | 4d7a, 5d7, 3d7a                 |
| 13/05/2018 | Vailets de l'Empordà         | Plaça de la Basílica, Castelló d'Empúries | Xerrics d'Olot               | 3d7, 4d7, 2d6, Pd5              |
| 13/05/2018 | Vailets de l'Empordà         | Plaça de la Basílica, Castelló d'Empúries | Esperxats de l'Estany        | 5d6, 3d7, 4d6a                  |
| 13/05/2018 | Vailets de l'Empordà         | Plaça de la Basílica, Castelló d'Empúries | Vailets de l'Empordà         | 3d6a, 2d6, 4d6a                 |
| 13/05/2018 | Vailets de l'Empordà         | Plaça de la Basílica, Castelló d'Empúries | Minyons de Santa Cristina    | 4d6a, 5d6, i3d7                 |
| 13/05/2018 | Vailets de l'Empordà         | Plaça de la Basílica, Castelló d'Empúries | Castellers de les Gavarres   | 2d6, 4d6a, 4d6                  |
| 12/05/2019 | Esperxats de l'Estany        | Plaça de les rodes, Banyoles              | Marrecs de Salt              | 3d8, 5d7,7d7, Pd5               |
| 12/05/2019 | Esperxats de l'Estany        | Plaça de les rodes, Banyoles              | Xerrics d'Olot               | 5d6, id3d7,2d6,4d6a, Pd5        |
| 12/05/2019 | Esperxats de l'Estany        | Plaça de les rodes, Banyoles              | Esperxats de l'Estany        | 7d6,4d7,5d6                     |
| 12/05/2019 | Esperxats de l'Estany        | Plaça de les rodes, Banyoles              | Vailets de l'Empordà         | 4d6, 3d6, 4d6a                  |
| 12/05/2019 | Esperxats de l'Estany        | Plaça de les rodes, Banyoles              | Minyons de Santa Cristina    | 3d6, 4d6. id3d6a, i3d6          |
| 12/05/2019 | Esperxats de l'Estany        | Plaça de les rodes, Banyoles              | Castellers de les Gavarres   | 4d6, 3d6,4d6a                   |
| 21/11/2021 | Colla Castellera de Figueres | Rambla, Figueres                          | Marrecs de Salt              | Pd4, Pd4                        |
| 21/11/2021 | Colla Castellera de Figueres | Rambla, Figueres                          | Colla Castellera de Figueres | 3d6a, 5d6, 4d6a                 |
| 21/11/2021 | Colla Castellera de Figueres | Rambla, Figueres                          | Castellers del Riberal       | 3d6a, 2d6, 4d6, Pd5             |
| 21/11/2021 | Colla Castellera de Figueres | Rambla, Figueres                          | Xerrics d'Olot               | id3d6, 3d6                      |
| 21/11/2021 | Colla Castellera de Figueres | Rambla, Figueres                          | Esperxats de l'Estany        | 3d6, id4d6, 4d6, id3d6a, 3d6a   |
| 21/11/2021 | Colla Castellera de Figueres | Rambla, Figueres                          | Vailets de l'Empordà         | Pd4                             |
| 21/11/2021 | Colla Castellera de Figueres | Rambla, Figueres                          | Pallagos del Conflent        | Pd4                             |
| 21/11/2021 | Colla Castellera de Figueres | Rambla, Figueres                          | Minyons de Santa Cristina    | Pd4, Pd4                        |
| 21/11/2021 | Colla Castellera de Figueres | Rambla, Figueres                          | Castellers de les Gavarres   | Pd4, Pd4                        |
| 21/11/2021 | Colla Castellera de Figueres | Rambla, Figueres                          | Castellers de la Selva       | Pd4                             |
| 22/05/2022 | Colla Castellera de Figueres | Rambla, Figueres                          | Colla Castellera de Figueres | 4d7, 3d7, 5d6                   |
| 22/05/2022 | Colla Castellera de Figueres | Rambla, Figueres                          | Castellers del Riberal       | 3d6, 4d6, 3d6a                  |
| 22/05/2022 | Colla Castellera de Figueres | Rambla, Figueres                          | Xerrics d'Olot               | id2d6, 3d6, 4d6, 3d6a           |
| 22/05/2022 | Colla Castellera de Figueres | Rambla, Figueres                          | Esperxats de l'Estany        | 2d6, 4d6, 5d6                   |
| 22/05/2022 | Colla Castellera de Figueres | Rambla, Figueres                          | Minyons de Santa Cristina    | 3d6                             |
| 28/04/2023 | Marrecs de Salt              | Passatge del Talleret, Salt               | Marrecs de Salt              | 4d8,3d8, 2d7, Vd5               |
| 28/04/2023 | Marrecs de Salt              | Passatge del Talleret, Salt               | Colla Castellera de Figueres | 7d6, 4d7, 3d7, Vd5              |
| 28/04/2023 | Marrecs de Salt              | Passatge del Talleret, Salt               | Castellers del Riberal       | 3d6, 2d6, id3d6a, 3d6a          |
| 28/04/2023 | Marrecs de Salt              | Passatge del Talleret, Salt               | Xerrics d'Olot               | 3d6a, 4d6, 3d6                  |
| 28/04/2023 | Marrecs de Salt              | Passatge del Talleret, Salt               | Esperxats de l'Estany        | 3d7, id4d7, 4d7, 5d6, Pd5       |
| 28/04/2023 | Marrecs de Salt              | Passatge del Talleret, Salt               | Minyons de Santa Cristina    | id3d6, id3d6                    |
| 28/04/2023 | Marrecs de Salt              | Passatge del Talleret, Salt               | Castellers de la Selva       | 3d6, 3d6a                       |
| 25/05/2024 | Pallagos del Conflent        | Estadi Thierry Cayuela, Prada             | Marrecs de Salt              | 5de7, 3de7, 4de7                |
| 25/05/2024 | Pallagos del Conflent        | Estadi Thierry Cayuela, Prada             | Xerrics d'Olot               | id3de6a, 4de6a, 2de6, 3de6a     |
| 25/05/2024 | Pallagos del Conflent        | Estadi Thierry Cayuela, Prada             | Esperxats de l'Estany        | 5de6, 3de7, 4de6a               |
| 25/05/2024 | Pallagos del Conflent        | Estadi Thierry Cayuela, Prada             | Pallagos del Conflent        | 3de6, 4de6, (id)3de6a, (i)3de6a |
| 25/05/2024 | Pallagos del Conflent        | Estadi Thierry Cayuela, Prada             | Minyons de Santa Cristina    | 3de6, 4de6a, 3de6a              |
| 25/05/2024 | Pallagos del Conflent        | Estadi Thierry Cayuela, Prada             | Castellers de la Selva       | 3de6, 4de6, 3de6a               |